# Kvinnheradsfjorden
59°59′47″N 5°53′58″Ø / 59.99639°N 5.89944°Ø
Kvinnheradsfjorden er en del af Hardangerfjorden, som hovedsagelig ligger i Kvinnherad kommune  i Vestland fylke i Norge.. Den er en fortsættelse af Husnesfjorden og strækker sig 21 km mod nordøst, før den deler sig i Øynefjorden og Sildafjorden. Onarheimsfjorden er en sidearm af Kvinnheradsfjorden, som strækker sig mod  vest mod Tysnes. 
Fjorden har indløb i sydvest mellem Herøysund i øst og Ånuglo i vest og følger kommunegrænsen mellem Kvinnherad og Tysnes et stykke nordøstover. Lige nord for Ånuglo ligger Onarheimsfjorden på vestsiden. Ret nord for Herøysund ligger to forholdsvis store øer. Skorpo er den vestligste og videre nordøstover ligger Sniltveitsøy som er 7 km lang. Syd og øst for disse øer ligger Storsundet, og på fastlandssiden af fjorden ligger en række bygder og byer. Længst mod vest ligger Uskedalen, ret syd for Skorpo, så kommer Dimmelsvik, Seimsfoss og til slut Rosendal, som er kommunecenter i Kvinnherad. 
Øst for Onarheimsfjorden på nordsiden ligger en bugt, som strækker sig 4,5 km nordover. De ydre dele af bugten hedder Husavågen, dér indenfor ligger Ølvesbugten og helt inderst ligger Hyttevågen. På vestsiden af bugten ligger Ølve og Husa. 
Nord for Rosendal ligger Løfallstranda, og derfra  går der færge over fjorden til Gjermundshavn og Varaldsøy. Skjelnesodden på Varaldsøy stikker mod syd i fjorden og deler Hardangerfjorden, så  Øynesfjorden går på vestsiden af Varaldsøy og Sildafjorden på sydsiden. Dette markerer også enden på Kvinnheradsfjorden.